# 김정석 (1962년)
김정석(金正錫, 1962년 10월 15일 ~ , 경남 고성)은 대한민국의 경찰공무원이다. 

## 학력
- 동래고등학교 졸업
- 고려대학교 법학 학사

## 경력
- 경북지방경찰청 수사과장
- 경북지방경찰청 청문감사관
- 경찰청 경무기획국 법무과장
- 서울동부경찰서장
- 서울지방경찰청 정보1과장
- 대구지방경찰청 차장
- 경북지방경찰청장
- 대통령비서실 치안비서관
- 경찰청 기획조정관
- 경찰청 차장
- 서울지방경찰청장
- 김앤장 고문